# Bosnien och Hercegovinas Davis Cup-lag
Bosnien och Hercegovinas Davis Cup-lag styrs av Bosnien och Hercegovinas tennisförbund och representerar Bosnien och Hercegovina i tennisturneringen Davis Cup, tidigare International Lawn Tennis Challenge. Bosnien och Hercegovina debuterade i sammanhanget 1996, och flyttades upp till Europa-Afrikazonens Grupp II i april 2009.